# 冊井渡口戰鬥
冊井渡口戰鬥發生於1939年11月21日至1940年2月2日，地點則是在中國河北一帶。交戰守方為中華民國國民革命軍，另一方則為日軍。日軍以平漢鐵路為主軸，展開對冊井鄉攻擊。兩軍對峙數月，交戰範圍擴及武安縣。